# Soera De Onoverkomelijke Gebeurtenis
Soera De Onoverkomelijke Gebeurtenis is een soera van de Koran.
De soera is vernoemd naar het onoverkomelijke, zoals genoemd in aya 1 en daaropvolgende ayat, dat gebeuren zal als de Dag des oordeels aanbreekt. De soera geeft een uiteenzetting van die Dag, van het Paradijs en de hel, de wonderen van de Schepping en de uitverkorenen en de verdoemden.

## Bijzonderheden
Ayat 81 en 82 zouden zijn geopenbaard in Medina.
De zogeheten hoeri's worden genoemd in ayat 22, 23 en 35 t/m 38.